# Alsophila japonensis
Alsophila japonensis är en fjärilsart som beskrevs av W. Warren 1894. Alsophila japonensis ingår i släktet Alsophila och familjen mätare. Inga underarter finns listade i Catalogue of Life.